# Dorylus atratus
Dorylus atratus är en myrart som beskrevs av Smith 1859. Dorylus atratus ingår i släktet Dorylus och familjen myror. Inga underarter finns listade i Catalogue of Life.